# Койгера
Койгера — река в России, протекает по территории Лоухского района Карелии. Длина реки — 13 км.
- В 8 км от устья Ковды по левому берегу реки впадает река Шурайоки.
  - В 1,4 км от устья Шурайоки по правому берегу впадает река Малая Койгера.

Река берёт начало из озера Большого Койгеро на высоте 120,4 м над уровнем моря.
Река в общей сложности имеет 24 малых притока суммарной длиной 31 км.
Устье реки находится в 157 км от устья Ковды. Высота устья — 109,5 м над уровнем моря.

## Данные водного реестра
По данным государственного водного реестра России относится к Баренцево-Беломорскому бассейновому округу, водохозяйственный участок реки — Ковда от истока до Кумского гидроузла, включая озёра Пяозеро, Топозеро. Речной бассейн реки — бассейны рек Кольского полуострова и Карелии, впадает в Белое море.